# Mihail Ivanovics Glinka
Mihail Ivanovics Glinka (oroszul: Михаил Иванович Глинка, Novoszpasszkoje, 1804. június 1. – Berlin, 1857. február 15.) orosz zeneszerző, az orosz zenei hagyomány megteremtője.

## Élete, munkássága
Glinka jómódú nemesi családba született a Szmolenszk kormányzóságbeli Novoszpasszkojéban, a régi orosz naptár szerint 1804. május 20-án. Apja visszavonult katonatiszt volt, a családban élénken érdeklődtek a kultúra, a zene iránt. Gyermekkorát apja birtokán töltötte, itt kapta első zenei élményeit, de a műzenén kívül nagy hatással volt rá a dadájától és a jobbágyoktól hallott orosz népzene is. Nagyanyja nevelte és kényeztette, még a széltől is óvta. Amikor a nagymama meghalt, az ekkoriban 10 év körüli fiú az anyai nagybácsi szomszédos birtokára került, ahol olyan képzett zenekar működött, amelynek a repertoárján Haydn, Mozart és Beethoven művei is szerepeltek. A nevelőnőtől németül és franciául tanult, de kapott földrajz-, zongora- és hegedűórákat is. 1814-ben hallotta Bernhard Crusell Op. 2-es klarinétkvartettjét, mely élmény hatására végleg elhatározta, hogy zeneszerző lesz. Rendszeres zenei képzésben azonban nem részesült, ezért mindvégig autodidakta muzsikus maradt.
Apja köztisztviselőnek szánta, és 1817-ben a szentpétervári Nemesi Intézetbe küldte, ahol latint, angolt és perzsa nyelvet, matematikát és más tárgyakat tanult. Emellett magánúton zeneórákat vett: zongoratanára John Field, a kor neves angol zongoristája és zeneszerzője volt. Elkezdett komponálni is, divatos operatémákat dolgozott fel, dalokat írt.
Iskolai tanulmányai befejezése után apja külügyminisztériumi állást szerzett számára, ami mellett rengeteg ideje maradt a zenével való foglalkozásra. Részt vett a szentpétervári elit társadalmi eseményein, és első zenei zsengéit az ottani szalonokban adta elő, ahol egyre kedveltebb előadó lett.
1830-ban orvosi tanácsra Olaszországba utazott (Németországon és Svájcon keresztül). Milánóban megismerkedett a kor olasz zenéjével, Rossini, Bellini és Donizetti operáival. Emellett az ellenpontozásos technikával ismerkedett, a konzervatórium tanárától, Francesco Basilitól vett órákat. Közel három évet töltött Milánóban, ez alatt összeismerkedett többek között Mendelssohnnal, Berliozzal, Bellinivel és Donizettivel. Tetszett neki az olasz zene, de ösztöne azt súgta, hogy nem ez lesz az ő igazi stílusa. Ezután Bécsbe utazott, ahol hallotta zenélni Liszt Ferencet. A következő állomás Berlin volt, ahol annál a Siegfried Dehn zenetanárnál tanult zeneszerzést, aki Mendelssohn mellett a bachi reneszánsz hajtóereje volt. Ebben az időszakban már oroszos témák foglalkoztatták, ekkor írta Capriccio orosz témákra és a befejezetlen Szimfónia két orosz témára című darabjait. 1834-ben meghalt Glinka apja, a hírre a zeneszerző hazatért Oroszországba. Mivel Berlinben beleszeretett egy szép énekesnőbe (dalt is írt számára), úgy tervezte, hogy otthoni ügyei elintézése után visszautazik érte. El is indult, de végül feladta a tervét, és visszatért az anyjához, Szentpétervárra. Nála ismerkedett meg egy Maria Petrovna Ivanova nevű hölggyel, akit nemsokára feleségül vett, de a házasság csak rövid életű volt.

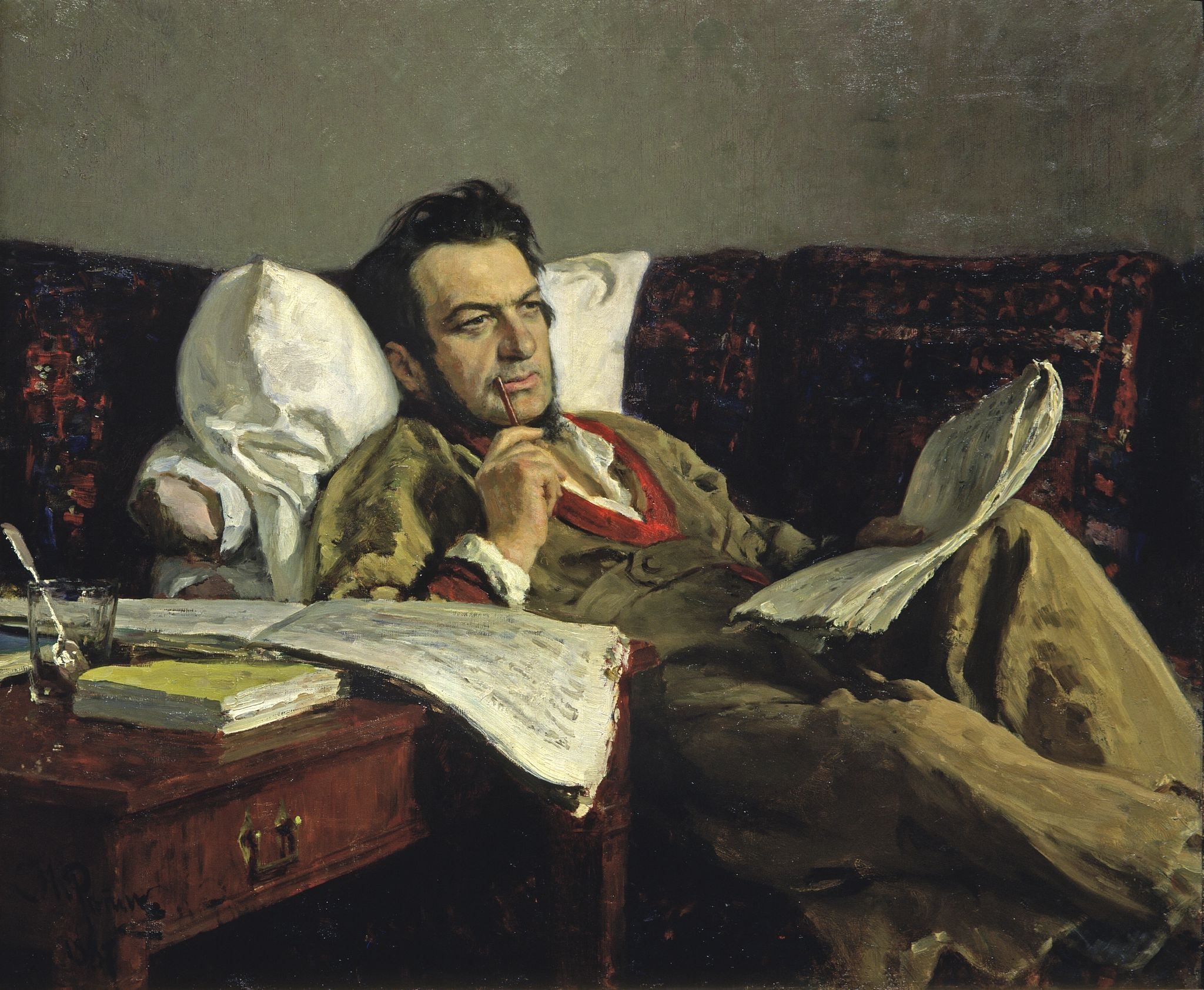
Glinka Repin festményén, amint a Ruszlán és Ludmillán dolgozik

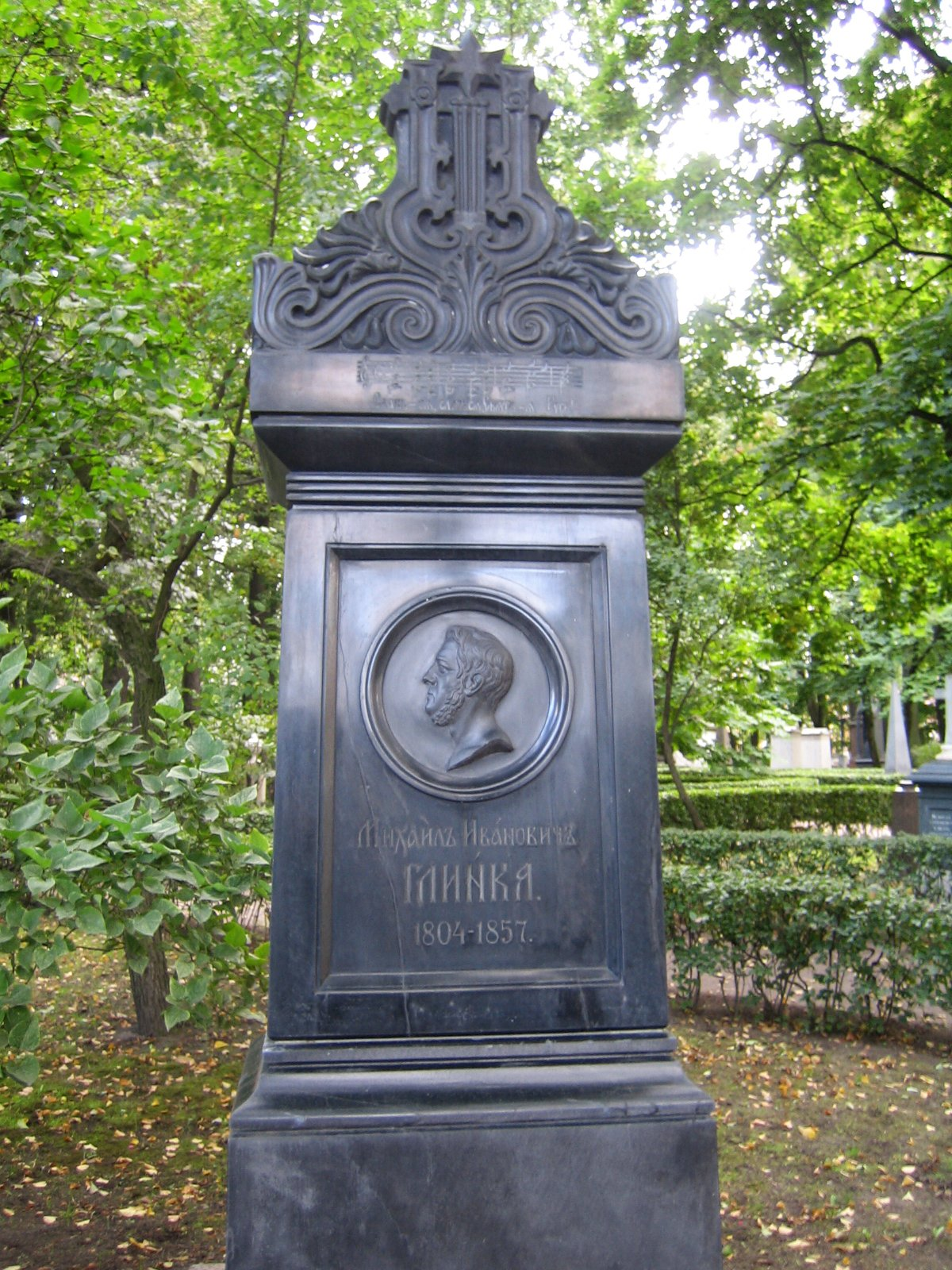
Glinka sírja

Még közvetlenül hazatérése után Georgij Fjodorovics Rozen megírta az Ivan Szuszanyin című operaszövegkönyvet Glinka számára (akkori hivatalos címe – valószínűleg a cenzúra miatt – Életünket a cárért volt). A történet III. Zsigmond lengyel király Oroszország elleni támadása idején játszódik. A lengyelek elfogják Ivan Szuszanyint, és arra kényszerítik, hogy vezesse el őket az orosz főerőkig. Szuszanyin azonban az erdő mélyébe vezeti őket, mire a lengyelek megölik. Az oroszok győznek a kelepcébe csalt ellenség felett, és megünneplik Szuszanyin hőstettét. Glinka 1836-ra készült el a komponálással, és még abban az évben, december 9-én mutatták be Catterino Cavos vezényletével. A darab nagy sikert aratott, de többen kifogásolták „paraszti” hangvételét. Pedig a zene még részben olaszos stílusjegyeket is visel magán, ugyanakkor valóban előremutat a későbbi nagy orosz zene irányába.
1837-ben Glinkát kinevezték a Cári Kápolna Kórusa vezetőjének, komoly fizetéssel (évi bére 25 000 rubel volt, miközben az operája mindössze 4000 rubelt hozott számára). A kórust hamarosan kibővítette 19 új fiúénekessel, akiket személyesen toborzott Ukrajnában.
Hamarosan belekezdett második operája, a Ruszlán és Ludmilla komponálásába. A történetet Puskin elbeszélése alapján Konsztantin Bahturin költő írta, a legenda szerint részegen és 15 perc alatt (talán ennek köszönhető a mese kissé kusza alakulása). A történet szerint Ludmilla hercegnő kezéért három ifjú verseng, és ő Ruszlánt választja. A lányt azonban Csernomor, a gonosz törpe elrabolja, és varázslatos álmot bocsát rá. Ruszlán a keresésére indul, és meg is találja az alvó lányt. Elindul vele haza, de két vetélytársa elrabolja tőle. Az álmot ők sem tudják feloldani, ez csak Ruszlánnak sikerül Finn varázsló segítségével, így ő lesz Ludmilla férje. A zene eredeti keleti népi dallamokon alapul. A bemutató 1842. december 9-én volt, napra pontosan a Szuszanyin bemutatása után hat évvel. A fogadtatás meglehetősen hűvös volt, a cári udvarnak sem tetszett a túl népies hangvétel. Pedig később Liszt Ferenc is igen kedvezően nyilatkozott az operáról.
Második operája közönyös fogadtatása nagyon lesújtotta a zeneszerzőt, ezért 1844-ben – kiábrándultan és elkeseredetten – Párizsba utazott. Itt Berlioz bemutatta a Ruszlánból készült szvitet, ráadásul dicsérő hangú kritikát írt róla. Hazatérése (1847) után spanyolországi utat tervezett, de a hatóságok általi akadályozások miatt csak nehezen tudott elutazni. Két évet töltött Spanyolországban, ahol a spanyol népi dallamokat tanulmányozta, és írt is néhány spanyolos hangulatú darabot. Ezután három évig Varsóban élt.
1855-ben Szentpéterváron megismerkedett a még fiatal Balakirevvel, akiben zenei nézetei lelkes követőjére talált. Hamarosan csatlakozott hozzájuk Muszorgszkij, Rimszkij-Korszakov és Kjui. A fiatal szerzők zenészkört alakítottak az orosz zene megújítására, akikhez később társult még Borogyin is, így alakult ki az Ötök csoportja – Glinka támogatásával.
Glinka 1856-ban Berlinbe utazott, hogy meglátogassa régi tanárát, Siegfried Dehnt. A nagy nemzetközi siker 1857-ben, mindössze két héttel a halála előtt jött el Meyerbeer jóvoltából, aki hatalmas sikerű koncertet rendezett műveiből. Berlinben érte a halál február 15-én. Hamvait később díszes körülmények között szállították haza és temették el a szentpétervári Tyihvin temetőben.

## Főbb művei
- Ivan Szuszanyin vagy Életünket a cárért, opera, 1836.
- Ruszlán és Ludmilla, opera, 1842.
- Jota Aragonesa, nyitány, 1854.
- Nyári éj Madridban, nyitány, 1854.
- Kamarinszkaja, népdalfantázia, 1848.
- Két vonósnégyes.
- Hazafias dal (1991 és 2000 között orosz nemzeti himnusz).
- Nocturne (La Séparation).
- Barcarolle.
- Capriccio orosz témákra.
- Öt francia kontratánc.
- Rondo Brillante.'
- Szimfónia két orosz témára.
- Tarantella egy orosz népdalra.
- Variációk egy skót témára.
- Variációk Bellini 'I Capuletti ed i Montecchi' című operájának témájára.
- Variációk Mozart 'Varázsfuvola' című operájának témájára.

## Kották
- Glinka, Mikhail. International Music Score Library Project. (Hozzáférés: 2019. május 26.)